# SSE3
SSE3 Conocido por el nombre en código que le puso Intel, Prescott New Instructions (PNI) es la tercera generación de las instrucciones SSE para la arquitectura IA-32. Intel mostró las SSE3 a principios de 2004 con la revisión de su CPU Pentium 4 llamada Prescott. En abril de 2005 AMD sacó una parte del SSE3 en la revisión E (llamadas Venice y San Diego) de su CPU Athlon 64.
SSE3 añade 13 nuevas instrucciones a SSE2.

## Cambios
El cambio más notable es la capacidad de trabajar horizontalmente en un registro (en oposición a las operaciones más o menos estrictas de operar en vertical de las anteriores instrucciones SSE). Concretamente se añadieron ciertas instrucciones para sumar y restar múltiples valores almacenados en un mismo registro. Estas instrucciones simplifican enormemente las implementaciones de operaciones con Procesamiento digital de señales y Gráficos 3D por computadora. También hay nuevas instrucciones para convertir números en punto flotante a enteros sin tener que cambiar el modo global de redondeo.

## CPUs con SSE3
- AMD:
  - Athlon 64 (desde Venice Stepping E3 y San Diego Stepping E4)
  - Athlon 64 X2
  - Athlon 64 FX (desde San Diego Stepping E4)
  - Opteron (desde Stepping E4)
  - Sempron (desde Palermo. Stepping E3)
  - Phenom
  - Phenom II
  - Turion 64
  - Turion 64 X2
- Intel:
  - Celeron D
  - Celeron 420, 430 y 440
  - Pentium 4 (desde Prescott)
  - Pentium 4 Extreme Edition (solo la versión para socket775 y de núcleo Prescott)
  - Pentium D
  - Pentium Dual-Core
  - Intel Core Duo
  - Intel Core Solo
  - Intel Core 2 Duo
  - Intel Core 2 Extreme
  - Intel Core 2 Quad
  - Xeon (desde Nocona)
  - Atom
- VIA/Centaur:
  - C7
  - Nano
- Transmeta
  - Efficeon TM88xx (NO Modelos Números TM86xx)